# Пономарёв, Андрей Викторович
Пономарев Андрей Викторович (род. 2 июля 1961, Докучаевск, Донецкая область) — народный депутат Украины 7-го созыва.

## Образование
После окончания 10 классов Докучаевской общеобразовательной школы № 4 в 1978 году Андрей Пономарёв начал трудовую деятельность на Докучаевском флюсо-доломитном комбинате подсобным рабочим. В 1980 году поступил в Днепропетровский Ордена Красного Знамени горный институт им. Артёма, который окончил с отличием в 1985 году, получив диплом по квалификации «Горный инженер».
В 2003 году защитил диссертацию по специальности «Физические процессы горного производства». Кандидат технических наук.

## Трудовая деятельность
- В 1985—1995 годах — начальник Стыльского и Восточного карьеров.
- С 1995 года занимал пост заместителя генерального директора ДФДК.
- В 1999 году возглавил Докучаевский флюсо-доломитный комбинат.
- С 2000 года — председатель правления ОАО «ДФДК».
- В 2002, 2006 и 2010 годах был избран депутатом Донецкого областного совета.

На парламентских выборах 2012 г. был избран народным депутатом Украины от Партии регионов по одномандатному мажоритарному избирательному округу № 61. По результатам голосования одержал победу набрав 54,76 % голосов избирателей.
На внеочередных выборах народных депутатов Украины в 2014 году баллотировался как самовыдвиженец по одномандатному избирательному округу № 61. Однако, Центральная избирательная комиссия не передала бюллетени Окружной избирательной комиссии № 61, в результате чего выборы в данном округе не состоялись.

## Семья
Женат, воспитывает трёх дочерей.